# Change (chanson des Sugababes)
Pour les articles homonymes, voir Change.
Singles de Sugababes
About You Now
(2007) Denial
(2008)
Pistes de Change
My Love Is Pink Back When
Change est le deuxième extrait de l'album du même nom du girl group anglais Sugababes. Sa date de sortie a été annoncée sur le site du journal le Daily Star et est fixée au 2007

## Le clip vidéo
Interrogées à propos de la vidéo lors d'une interview pour Virgin Media, les filles ont répondu "Il est très différent de ce que nous avons pu faire jusqu'à maintenant". Le 3 novembre, un making of a été diffusé lors de l'émission Sound sur la BBC Two. Il fut diffusé pour la première fois le vendredi 16 novembre sur Channel 4 à 00:05.
Le clip a été réalisé par Fatima Robinson. Dans cette vidéo, les filles représentent les quatre saisons. Keisha Buchanan est le printemps, Heidi Range l'automne, et Amelle Berrabah l'été et l'hiver. Les filles apparaissent ensemble pour représenter le jour et la nuit. 
En date du 7 décembre 2007, le clip a été visionné plus de 292.000 fois sur YouTube.
Le clip

## Formats et liste des pistes
| no                              | Titre                               | Durée      |
| ------------------------------- | ----------------------------------- | ---------- |
| CD 1 : Island / 1755605 (UK)    |                                     |            |
| 1.                              | Change [Radio Edit]                 | 3 min 18 s |
| 2.                              | Change [ Wideboys Remix]            | 6 min 42 s |
| CD 2 : Island / 1755606 (UK)    |                                     |            |
| 1.                              | Change                              | 3 min 37 s |
| 1.                              | Change [Wideboys Remix]             | 6 min 42 s |
| 3.                              | I Can't Take It No More             | 4 min 01 s |
| 4.                              | About You Now [Radio 1 Live Lounge] | 2 min 42 s |
| Clé USB : Island / 1755581 (UK) |                                     |            |
| 1.                              | Change                              | 3 min 37 s |
| 2.                              | Change [Wideboys Remix]             | 6 min 42 s |
| 3.                              | Change [Vito Benito Remix]          | 7 min 38 s |
| 4.                              | About You Now [Radio 1 Live Lounge] | 2 min 42 s |

## Classement des ventes
| Pays        | Meilleure position |
| ----------- | ------------------ |
| Slovénie    | 4                  |
| Croatie     | 2                  |
| Royaume-Uni | 13                 |
| Irlande     | 21                 |
| Pologne     | 68                 |
| Europe      | 39                 |